# Algerijns voetbalelftal (mannen)
Het Algerijns voetbalelftal is een team van voetballers dat Algerije vertegenwoordigt bij internationale wedstrijden zoals (kwalificatie)wedstrijden voor het WK en de Afrika Cup. Het land won tweemaal de Afrika Cup en eenmaal de Arab Cup.
De Fédération Algérienne de Football werd in 1962 opgericht en is aangesloten bij de CAF en de FIFA (sinds 1964). Het Algerijns voetbalelftal behaalde in december 2009 met de 26e plaats de hoogste positie op de FIFA-wereldranglijst, in juni 2008 werd met de 103e plaats de laagste positie bereikt.

## Deelname aan internationale toernooien
In 1982 kwalificeerde Algerije zich voor de eerste maal voor het WK. Algerije verraste iedereen door in hun eerste wedstrijd West-Duitsland met 2–1 te verslaan. De tweede wedstrijd tegen Oostenrijk werd verloren met 0–2. De derde wedstrijd tegen Chili wonnen ze ook, met 3–2. West-Duitsland en Oostenrijk speelden hun laatste wedstrijd nadat Algerije zijn laatste wedstrijd tegen Chili al had gespeeld. Beide teams wisten hierdoor dat met een 1–0 overwinning van West-Duitsland beide Europese teams naar de volgende ronde zouden gaan. Hierna volgde een van de meest schandaleuze wedstrijden uit de WK-historie, met de uitschakeling van Algerije als gevolg.
Algerije was hierna alleen nog deelnemer op het WK van 1986 in Mexico en het WK van 2010 in Zuid-Afrika. Ook toen kwam de ploeg uit Noord-Afrika niet door de groepsfase. In 2014 nam Algerije voor de vierde keer deel. Bij het toernooi in Brazilië plaatste de ploeg zich op donderdag 26 juni 2014 dankzij een 1–1 gelijkspel tegen Rusland voor het eerst in de historie voor de achtste finales van de WK-eindronde. Algerije had voldoende aan een gelijkspel. Islam Slimani kopte na een uur de bevrijdende gelijkmaker binnen in Curitiba. Zijn rake kopbal bleek uiteindelijk genoeg om de tweede plaats in groep H veilig te stellen, achter groepswinnaar België. In de tweede ronde stuiten de Algerijnen op Duitsland.
Legenda: Vierde Derde Tweede Eerste

### Wereldkampioenschap
| Overzicht wereldkampioenschap voetbal | Overzicht wereldkampioenschap voetbal | Overzicht wereldkampioenschap voetbal | Overzicht wereldkampioenschap voetbal | Overzicht wereldkampioenschap voetbal | Overzicht wereldkampioenschap voetbal | Overzicht wereldkampioenschap voetbal | Overzicht wereldkampioenschap voetbal | Overzicht wereldkampioenschap voetbal |
| Jaar                                  | Ronde                                 | Wed.                                  | W                                     | G                                     | V                                     | DV                                    | DT                                    | Kwal                                  |
| ------------------------------------- | ------------------------------------- | ------------------------------------- | ------------------------------------- | ------------------------------------- | ------------------------------------- | ------------------------------------- | ------------------------------------- | ------------------------------------- |
| 1966                                  | Teruggetrokken                        | Teruggetrokken                        | Teruggetrokken                        | Teruggetrokken                        | Teruggetrokken                        | Teruggetrokken                        | Teruggetrokken                        | Teruggetrokken                        |
| 1970                                  | Niet gekwalificeerd                   | Niet gekwalificeerd                   | Niet gekwalificeerd                   | Niet gekwalificeerd                   | Niet gekwalificeerd                   | Niet gekwalificeerd                   | Niet gekwalificeerd                   | Niet gekwalificeerd                   |
| 1974                                  | Niet gekwalificeerd                   | Niet gekwalificeerd                   | Niet gekwalificeerd                   | Niet gekwalificeerd                   | Niet gekwalificeerd                   | Niet gekwalificeerd                   | Niet gekwalificeerd                   | Niet gekwalificeerd                   |
| 1978                                  | Niet gekwalificeerd                   | Niet gekwalificeerd                   | Niet gekwalificeerd                   | Niet gekwalificeerd                   | Niet gekwalificeerd                   | Niet gekwalificeerd                   | Niet gekwalificeerd                   | Niet gekwalificeerd                   |
| 1982                                  | Groepsfase                            | 3                                     | 2                                     | 0                                     | 1                                     | 5                                     | 5                                     | (Kwal.)                               |
| 1986                                  | Groepsfase                            | 3                                     | 0                                     | 1                                     | 2                                     | 1                                     | 5                                     | (Kwal.)                               |
| 1990                                  | Niet gekwalificeerd                   | Niet gekwalificeerd                   | Niet gekwalificeerd                   | Niet gekwalificeerd                   | Niet gekwalificeerd                   | Niet gekwalificeerd                   | Niet gekwalificeerd                   | Niet gekwalificeerd                   |
| 1994                                  | Niet gekwalificeerd                   | Niet gekwalificeerd                   | Niet gekwalificeerd                   | Niet gekwalificeerd                   | Niet gekwalificeerd                   | Niet gekwalificeerd                   | Niet gekwalificeerd                   | Niet gekwalificeerd                   |
| 1998                                  | Niet gekwalificeerd                   | Niet gekwalificeerd                   | Niet gekwalificeerd                   | Niet gekwalificeerd                   | Niet gekwalificeerd                   | Niet gekwalificeerd                   | Niet gekwalificeerd                   | Niet gekwalificeerd                   |
| 2002                                  | Niet gekwalificeerd                   | Niet gekwalificeerd                   | Niet gekwalificeerd                   | Niet gekwalificeerd                   | Niet gekwalificeerd                   | Niet gekwalificeerd                   | Niet gekwalificeerd                   | Niet gekwalificeerd                   |
| 2006                                  | Niet gekwalificeerd                   | Niet gekwalificeerd                   | Niet gekwalificeerd                   | Niet gekwalificeerd                   | Niet gekwalificeerd                   | Niet gekwalificeerd                   | Niet gekwalificeerd                   | Niet gekwalificeerd                   |
| 2010                                  | Groepsfase                            | 3                                     | 0                                     | 1                                     | 2                                     | 0                                     | 2                                     | (Kwal.)                               |
| 2014                                  | Achtste finale                        | 4                                     | 1                                     | 1                                     | 2                                     | 7                                     | 7                                     | (Kwal.)                               |
| 2018                                  | Niet gekwalificeerd                   | Niet gekwalificeerd                   | Niet gekwalificeerd                   | Niet gekwalificeerd                   | Niet gekwalificeerd                   | Niet gekwalificeerd                   | Niet gekwalificeerd                   | Niet gekwalificeerd                   |
| 2022                                  | Niet gekwalificeerd                   | Niet gekwalificeerd                   | Niet gekwalificeerd                   | Niet gekwalificeerd                   | Niet gekwalificeerd                   | Niet gekwalificeerd                   | Niet gekwalificeerd                   | Niet gekwalificeerd                   |
| 2026                                  | kwalificatie                          | kwalificatie                          | kwalificatie                          | kwalificatie                          | kwalificatie                          | kwalificatie                          | kwalificatie                          | kwalificatie                          |

### Afrika Cup
| Overzicht Afrika Cup | Overzicht Afrika Cup     | Overzicht Afrika Cup     | Overzicht Afrika Cup     | Overzicht Afrika Cup     | Overzicht Afrika Cup     | Overzicht Afrika Cup     | Overzicht Afrika Cup     | Overzicht Afrika Cup     |
| Jaar                 | Ronde                    | Wed.                     | W                        | G                        | V                        | DV                       | DT                       | Kwal                     |
| -------------------- | ------------------------ | ------------------------ | ------------------------ | ------------------------ | ------------------------ | ------------------------ | ------------------------ | ------------------------ |
| 1968                 | Groepsfase               | 3                        | 1                        | 0                        | 2                        | 5                        | 6                        | (Kwal.)                  |
| 1970                 | Niet gekwalificeerd      | Niet gekwalificeerd      | Niet gekwalificeerd      | Niet gekwalificeerd      | Niet gekwalificeerd      | Niet gekwalificeerd      | Niet gekwalificeerd      | Niet gekwalificeerd      |
| 1972                 | Niet gekwalificeerd      | Niet gekwalificeerd      | Niet gekwalificeerd      | Niet gekwalificeerd      | Niet gekwalificeerd      | Niet gekwalificeerd      | Niet gekwalificeerd      | Niet gekwalificeerd      |
| 1974                 | Niet gekwalificeerd      | Niet gekwalificeerd      | Niet gekwalificeerd      | Niet gekwalificeerd      | Niet gekwalificeerd      | Niet gekwalificeerd      | Niet gekwalificeerd      | Niet gekwalificeerd      |
| 1976                 | Niet gekwalificeerd      | Niet gekwalificeerd      | Niet gekwalificeerd      | Niet gekwalificeerd      | Niet gekwalificeerd      | Niet gekwalificeerd      | Niet gekwalificeerd      | Niet gekwalificeerd      |
| 1978                 | Niet gekwalificeerd      | Niet gekwalificeerd      | Niet gekwalificeerd      | Niet gekwalificeerd      | Niet gekwalificeerd      | Niet gekwalificeerd      | Niet gekwalificeerd      | Niet gekwalificeerd      |
| 1980                 | Tweede                   | 5                        | 2                        | 2                        | 1                        | 6                        | 7                        | (Kwal.)                  |
| 1982                 | Vierde                   | 5                        | 2                        | 1                        | 2                        | 5                        | 6                        | (Kwal.)                  |
| 1984                 | Derde                    | 5                        | 3                        | 2                        | 0                        | 8                        | 1                        | (Kwal.)                  |
| 1986                 | Groepsfase               | 3                        | 0                        | 2                        | 1                        | 2                        | 3                        | (Kwal.)                  |
| 1988                 | Derde                    | 5                        | 1                        | 3                        | 1                        | 4                        | 4                        | (Kwal.)                  |
| 1990                 | Kampioen                 | 5                        | 5                        | 0                        | 0                        | 13                       | 2                        |                          |
| 1992                 | Groepsfase               | 2                        | 0                        | 1                        | 1                        | 1                        | 4                        |                          |
| 1994                 | Uitgesloten van deelname | Uitgesloten van deelname | Uitgesloten van deelname | Uitgesloten van deelname | Uitgesloten van deelname | Uitgesloten van deelname | Uitgesloten van deelname | Uitgesloten van deelname |
| 1996                 | Kwartfinale              | 4                        | 2                        | 1                        | 1                        | 5                        | 3                        | (Kwal.)                  |
| 1998                 | Groepsfase               | 3                        | 0                        | 0                        | 3                        | 2                        | 5                        | (Kwal.)                  |
| 2000                 | Kwartfinale              | 4                        | 1                        | 2                        | 1                        | 5                        | 4                        | (Kwal.)                  |
| 2002                 | Groepsfase               | 3                        | 0                        | 1                        | 2                        | 2                        | 5                        | (Kwal.)                  |
| 2004                 | Kwartfinale              | 4                        | 1                        | 1                        | 2                        | 5                        | 7                        | (Kwal.)                  |
| 2006                 | Niet gekwalificeerd      | Niet gekwalificeerd      | Niet gekwalificeerd      | Niet gekwalificeerd      | Niet gekwalificeerd      | Niet gekwalificeerd      | Niet gekwalificeerd      | Niet gekwalificeerd      |
| 2008                 | Niet gekwalificeerd      | Niet gekwalificeerd      | Niet gekwalificeerd      | Niet gekwalificeerd      | Niet gekwalificeerd      | Niet gekwalificeerd      | Niet gekwalificeerd      | Niet gekwalificeerd      |
| 2010                 | Vierde                   | 6                        | 2                        | 1                        | 3                        | 4                        | 10                       | (Kwal.)                  |
| 2012                 | Niet gekwalificeerd      | Niet gekwalificeerd      | Niet gekwalificeerd      | Niet gekwalificeerd      | Niet gekwalificeerd      | Niet gekwalificeerd      | Niet gekwalificeerd      | Niet gekwalificeerd      |
| 2013                 | Groepsfase               | 3                        | 0                        | 1                        | 2                        | 2                        | 5                        | (Kwal.)                  |
| 2015                 | Kwartfinale              | 4                        | 2                        | 0                        | 2                        | 6                        | 5                        | (Kwal.)                  |
| 2017                 | Groepsfase               | 3                        | 0                        | 2                        | 1                        | 5                        | 6                        | (Kwal.)                  |
| 2019                 | Kampioen                 | 7                        | 6                        | 1                        | 0                        | 13                       | 2                        | (Kwal.)                  |
| 2021                 | Groepsfase               | 3                        | 0                        | 1                        | 2                        | 1                        | 4                        | (Kwal.)                  |
| 2023                 | Groepsfase               | 3                        | 0                        | 2                        | 1                        | 3                        | 4                        | (Kwal.)                  |
| 2025                 |                          |                          |                          |                          |                          |                          |                          | (Kwal.)                  |

### African Championship of Nations
| Overzicht African Championship of Nations | Overzicht African Championship of Nations | Overzicht African Championship of Nations | Overzicht African Championship of Nations | Overzicht African Championship of Nations | Overzicht African Championship of Nations | Overzicht African Championship of Nations | Overzicht African Championship of Nations | Overzicht African Championship of Nations |
| Jaar                                      | Ronde                                     | Wed.                                      | W                                         | G                                         | V                                         | DV                                        | DT                                        | Kwal                                      |
| ----------------------------------------- | ----------------------------------------- | ----------------------------------------- | ----------------------------------------- | ----------------------------------------- | ----------------------------------------- | ----------------------------------------- | ----------------------------------------- | ----------------------------------------- |
| 2009                                      | Niet gekwalificeerd                       | Niet gekwalificeerd                       | Niet gekwalificeerd                       | Niet gekwalificeerd                       | Niet gekwalificeerd                       | Niet gekwalificeerd                       | Niet gekwalificeerd                       | Niet gekwalificeerd                       |
| 2011                                      | Vierde                                    | 6                                         | 2                                         | 3                                         | 1                                         | 7                                         | 4                                         | (Kwal.)                                   |
| 2014                                      | Teruggetrokken                            | Teruggetrokken                            | Teruggetrokken                            | Teruggetrokken                            | Teruggetrokken                            | Teruggetrokken                            | Teruggetrokken                            | Teruggetrokken                            |
| 2016                                      | Gediskwalificeerd                         | Gediskwalificeerd                         | Gediskwalificeerd                         | Gediskwalificeerd                         | Gediskwalificeerd                         | Gediskwalificeerd                         | Gediskwalificeerd                         | Gediskwalificeerd                         |
| 2018                                      | Niet gekwalificeerd                       | Niet gekwalificeerd                       | Niet gekwalificeerd                       | Niet gekwalificeerd                       | Niet gekwalificeerd                       | Niet gekwalificeerd                       | Niet gekwalificeerd                       | Niet gekwalificeerd                       |
| 2020                                      | Niet gekwalificeerd                       | Niet gekwalificeerd                       | Niet gekwalificeerd                       | Niet gekwalificeerd                       | Niet gekwalificeerd                       | Niet gekwalificeerd                       | Niet gekwalificeerd                       | Niet gekwalificeerd                       |
| 2022                                      | Tweede                                    | 6                                         | 5                                         | 1                                         | 0                                         | 9                                         | 0                                         | (Kwal.)                                   |

### Arab Cup
| Overzicht Arab Nations Cup          | Overzicht Arab Nations Cup | Overzicht Arab Nations Cup | Overzicht Arab Nations Cup | Overzicht Arab Nations Cup | Overzicht Arab Nations Cup | Overzicht Arab Nations Cup | Overzicht Arab Nations Cup | Overzicht Arab Nations Cup |
| Jaar                                | Ronde                      | Wed.                       | W                          | G                          | V                          | DV                         | DT                         | Kwal                       |
| ----------------------------------- | -------------------------- | -------------------------- | -------------------------- | -------------------------- | -------------------------- | -------------------------- | -------------------------- | -------------------------- |
| 1988                                | Groepsfase                 | 4                          | 1                          | 2                          | 1                          | 3                          | 3                          | (Kwal.)                    |
| 1992                                | Geen deelname              | Geen deelname              | Geen deelname              | Geen deelname              | Geen deelname              | Geen deelname              | Geen deelname              | Geen deelname              |
| 1998                                | Groepsfase                 | 2                          | 0                          | 1                          | 1                          | 0                          | 3                          | (Kwal.)                    |
| 2002                                | Geen deelname              | Geen deelname              | Geen deelname              | Geen deelname              | Geen deelname              | Geen deelname              | Geen deelname              | Geen deelname              |
| 2012                                | Geen deelname              | Geen deelname              | Geen deelname              | Geen deelname              | Geen deelname              | Geen deelname              | Geen deelname              | Geen deelname              |
| Overzicht Palestina Cup (1972–1977) |                            |                            |                            |                            |                            |                            |                            |                            |
| 1972                                | Derde                      | 6                          | 4                          | 0                          | 2                          | 12                         | 5                          |                            |
| 1973                                | Derde                      | 6                          | 3                          | 3                          | 0                          | 19                         | 1                          |                            |
| Overzicht FIFA Arab Cup             |                            |                            |                            |                            |                            |                            |                            |                            |
| 2021                                | Winnaar                    | 6                          | 4                          | 2                          | 0                          | 13                         | 4                          |                            |

## FIFA-wereldranglijst[2]
| 1993 | 1994 | 1995 | 1996 | 1997 | 1998 | 1999 | 2000 | 2001 | 2002 | 2003 | 2004 | 2005 | 2006 | 2007 |
| ---- | ---- | ---- | ---- | ---- | ---- | ---- | ---- | ---- | ---- | ---- | ---- | ---- | ---- | ---- |
| 35   | 57   | 48   | 49   | 59   | 71   | 86   | 82   | 75   | 68   | 62   | 73   | 80   | 80   | 79   |

| 2008 | 2009 | 2010 | 2011 | 2012 | 2013 | 2014 | 2015 | 2016 | 2017 | 2018 | 2019 | 2020 | 2021 | 2022 |
| ---- | ---- | ---- | ---- | ---- | ---- | ---- | ---- | ---- | ---- | ---- | ---- | ---- | ---- | ---- |
| 64   | 26   | 35   | 30   | 19   | 26   | 18   | 28   | 38   | 58   | 67   | 35   | 31   | 29   | 40   |

## Huidige selectie
De volgende spelers werden opgeroepen voor de Afrika Cup 2023 (gespeeld in januari 2024).
Interlands en doelpunten bijgewerkt tot en met de wedstrijd tegen Mozambique op 19 november 2023.
| Nr.         | Naam                  | Wed. | Dlpnt. | Club                        |
| ----------- | --------------------- | ---- | ------ | --------------------------- |
| Doel        |                       |      |        |                             |
|             | Raïs M'Bolhi          | 96   | 0      | CR Belouizdad               |
|             | Anthony Mandrea       | 11   | 0      | SM Caen                     |
|             | Moustapha Zeghba      | 7    | 0      | Damac FC                    |
|             | Oussama Benbot        | 0    | 0      | USM Alger                   |
| Verdediging |                       |      |        |                             |
|             | Aïssa Mandi           | 90   | 4      | Villarreal CF               |
|             | Ramy Bensebaini       | 59   | 8      | Borussia Dortmund           |
|             | Youcef Atal           | 35   | 2      | OGC Nice                    |
|             | Ahmed Touba           | 14   | 1      | US Lecce                    |
|             | Mohamed Amine Tougai  | 13   | 1      | Espérance Sportive de Tunis |
|             | Kevin Van Den Kerkhof | 6    | 0      | FC Metz                     |
|             | Rayan Aït-Nouri       | 5    | 0      | Wolverhampton Wanderers     |
|             | Yasser Larouci        | 3    | 0      | Sheffield United            |
|             | Zineddine Belaïd      | 2    | 0      | USM Alger                   |
| Middenveld  |                       |      |        |                             |
|             | Sofiane Feghouli      | 82   | 19     | Fatih Karagümrük            |
|             | Ismaël Bennacer       | 47   | 2      | AC Milan                    |
|             | Nabil Bentaleb        | 45   | 5      | Lille OSC                   |
|             | Ramiz Zerrouki        | 28   | 3      | Feyenoord                   |
|             | Hicham Boudaoui       | 17   | 0      | OGC Nice                    |
|             | Farès Chaïbi          | 10   | 2      | Eintracht Frankfurt         |
|             | Houssem Aouar         | 6    | 2      | AS Roma                     |
| Aanval      |                       |      |        |                             |
|             | Islam Slimani         | 99   | 46     | Coritiba Foot Ball Club     |
|             | Riyad Mahrez          | 91   | 31     | Al-Ahli                     |
|             | Baghdad Bounedjah     | 64   | 27     | Al-Sadd                     |
|             | Youcef Belaïli        | 50   | 9      | MC Alger                    |
|             | Adam Ounas            | 24   | 5      | OGC Nice                    |
|             | Mohamed Amoura        | 21   | 6      | Union Sint-Gillis           |

## Bondscoaches
- 1963 :  Kader Firoud
- 1963–64 :  Smaïl Khabatou
- 1964–65 :  Abderrahman Ibrir
- 1965–66 :  Smaïl Khabatou
- 1966–69 :  Lucien Leduc
- 1969 :  Saïd Amara
- 1969–70 :  Abdelaziz Ben Tifour
- 1970–71 :  Hamid Zouba
- 1971–72 :  Rachid Mekloufi
- 1972–73 :  Abdelhamid Sellal
- 1973 :  Saïd Amara
- 1974–75 :  Dumitru Macri
- 1975–79 :  Rachid Mekloufi
- 1979 :  Mahieddine Khalef
- 1979–81 :  Zdravko Rajkov
- 1981–82 :  Evgeni Rogov
- 1982 :  Rachid Mekloufi
- 1982 :  Mahieddine Khalef
- 1982 :  Rachid Mekloufi
- 1982–84 :  Hamid Zouba
- 1984 :  Smaïl Khabatou
- 1984–86 :  Rabah Saadane
- 1986–88 :  Evgeni Rogov
- 1988–89 :  Kamel Lemoui
- 1989–92 :  Abdelhamid Kermali
- 1992–94 :  Meziane Ighil
- 1994–95 :  Rabah Madjer
- 1995–96 :  Ali Fergani
- 1996–97 :  Hamid Zouba
- 1997–98 :  Abderrahmane Mehdaoui
- 1998–99 :  Marcel Pigulea
- 1999 :  Rabah Saadane
- 1999 :  Rabah Madjer
- 1999 :  Tedj Bensaoula
- 1999–00 :  Nacer Sandjak
- 2000–01 :  Mircea Rădulescu
- 2001 :  Hamid Zouba
- 2001–02 :  Rabah Madjer
- 2002–03 :  Hamid Zouba
- 2003 :  Georges Leekens
- 2003–04 :  Rabah Saadane
- 2004 :  Robert Waseige
- 2004–05 :  Lakhdar Belloumi
- 2005–06 :  Meziane Ighil
- 2006–07 :  Jean-Michel Cavalli
- 2007–10 :  Rabah Saadane
- 2010–11 :  Abdelhak Benchikha
- 2011–14 :  Vahid Halilhodžić
- 2014–16 :  Christian Gourcuff
- 2016 :  Nabil Neghiz
- 2016 :  Milovan Rajevac
- 2016–17 :  Georges Leekens
- 2017 :  Lucas Alcaraz
- 2017–18 :  Rabah Madjer
- 2018– :  Djamel Belmadi

## Statistieken
- Bijgewerkt tot en met vriendschappelijk duel tegen  Tunesië (1-0) op 12 november 2011; onderstaande informatie is verouderd.

| Tegenstander                   | Wed. | W   | G   | V   | DV  | DT  | DS   | Eerste duel      | Laatste duel      |
| ------------------------------ | ---- | --- | --- | --- | --- | --- | ---- | ---------------- | ----------------- |
| Albanië                        | 2    | 0   | 0   | 2   | 0   | 5   | −5   | 11/10/1964 (0-2) | 10/10/1976 (0-3)  |
| Angola                         | 9    | 2   | 6   | 1   | 11  | 10  | +1   | 31/03/1985 (0-0) | 18/01/2010 (0-0)  |
| Argentinië                     | 1    | 0   | 0   | 1   | 3   | 4   | −1   | 05/06/2007 (3-4) | -                 |
| België                         | 2    | 0   | 1   | 1   | 1   | 3   | −2   | 14/05/2002 (0-0) | 12/02/2003 (1-3)  |
| Benin                          | 6    | 4   | 2   | 0   | 16  | 5   | +11  | 08/04/1983 (6-2) | 11/02/2009 (2-1)  |
| Brazilië                       | 4    | 0   | 0   | 4   | 0   | 8   | −8   | 17/06/1965 (0-3) | 22/08/2007 (0-2)  |
| Bulgarije                      | 6    | 1   | 2   | 3   | 6   | 9   | −3   | 06/01/1963 (2-1) | 14/11/2000 (1-2)  |
| Burkina Faso                   | 17   | 7   | 5   | 5   | 27  | 14  | +13  | 12/02/1967 (2-1) | 15/11/2006 (1-2)  |
| Burundi                        | 4    | 3   | 1   | 0   | 6   | 2   | +4   | 09/10/1992 (3-1) | 25/03/2001 (1-0)  |
| Centraal-Afrikaanse Republiek  | 2    | 1   | 0   | 1   | 2   | 2   | 0    | 10/10/2010 (0-2) | 09/10/2011 (2-0)  |
| Chili                          | 1    | 1   | 0   | 0   | 3   | 2   | +1   | 24/06/1982 (3-2) | -                 |
| China                          | 3    | 1   | 0   | 2   | 5   | 4   | +1   | 05/12/1980 (4-1) | 28/04/2004 (0-1)  |
| Congo-Brazzaville              | 2    | 1   | 1   | 0   | 4   | 1   | +3   | 17/11/1978 (3-0) | 17/01/1992 (1-1)  |
| Congo-Kinshasa                 | 4    | 1   | 3   | 0   | 3   | 2   | +1   | 19/03/1988 (1-0) | 26/03/2008 (1-1)  |
| Cuba                           | 1    | 0   | 0   | 1   | 0   | 1   | −1   | 29/05/1974 (0-1) | -                 |
| Duitse Democratische Republiek | 5    | 0   | 1   | 4   | 4   | 15  | −11  | 28/02/1974 (1-3) | 13/03/1985 (1-1)  |
| Denemarken                     | 1    | 0   | 1   | 0   | 0   | 0   | 0    | 12/02/1989 (0-0) | -                 |
| Duitsland                      | 2    | 2   | 0   | 0   | 4   | 1   | +3   | 01/01/1964 (4-1) | 16/06/1982 (2-1)  |
| Egypte                         | 23   | 8   | 9   | 3   | 30  | 33  | +3   | 04/07/1963 (1-1) | 28/01/2010 (0-4)  |
| Engeland                       | 1    | 0   | 1   | 0   | 0   | 0   | 0    | 18/06/2010 (0-0) | -                 |
| Ethiopië                       | 4    | 1   | 2   | 1   | 3   | 3   | +0   | 16/01/1968 (1-3) | 07/04/1995 (2-0)  |
| Finland                        | 1    | 1   | 0   | 0   | 2   | 0   | +2   | 08/02/1989 (2-0) | -                 |
| Frankrijk                      | 1    | 0   | 0   | 1   | 1   | 4   | −3   | 06/10/2001 (1-4) | -                 |
| Gabon                          | 7    | 1   | 2   | 4   | 7   | 12  | −5   | 30/11/1995 (1-2) | 11/08/2010 (1-2)  |
| Gambia                         | 4    | 2   | 0   | 2   | 3   | 3   | +0   | 07/10/2006 (1-0) | 20/06/2008 (1-0)  |
| Ghana                          | 8    | 4   | 2   | 4   | 11  | 11  | +0   | 12/01/1973 (0-2) | 05/12/2001 (1-1)  |
| Guinee                         | 9    | 3   | 2   | 4   | 11  | 13  | −2   | 02/03/1972 (1-0) | 16/06/2007 (0-2)  |
| Guinee-Bissau                  | 2    | 2   | 0   | 0   | 7   | 2   | +5   | 14/08/1992 (3-1) | 23/01/1993 (4-1)  |
| Hongarije                      | 2    | 0   | 0   | 2   | 1   | 4   | −3   | 22/03/1967 (0-1) | 11/12/1985 (1-3)  |
| Ierland                        | 2    | 1   | 0   | 1   | 2   | 3   | −1   | 28/04/1982 (2-0) | 28/05/2010 (0-3)  |
| Irak                           | 7    | 0   | 4   | 3   | 2   | 8   | −6   | 12/01/1972 (1-3) | 04/07/1978 (0-0)  |
| Iran                           | 2    | 1   | 0   | 1   | 2   | 2   | 0    | 27/09/1991 (1-2) | 13/10/1991 (1-0)  |
| Italië                         | 1    | 0   | 0   | 1   | 0   | 1   | −1   | 11/11/1989 (0-1) | -                 |
| Ivoorkust                      | 19   | 7   | 6   | 6   | 22  | 20  | +2   | 18/07/1965 (0-1) | 24/01/2010 (3-2)  |
| Joegoslavië                    | 2    | 0   | 0   | 2   | 3   | 5   | −2   | 24/02/1976 (1-2) | 27/09/1979 (2-3)  |
| Jordanië                       | 3    | 1   | 1   | 1   | 8   | 3   | +5   | 28/09/1974 (0-6) | 30/05/2004 (1-1)  |
| Kaapverdië                     | 4    | 2   | 2   | 0   | 6   | 2   | +4   | 09/04/2000 (0-0) | 02/06/2007 (2-2)  |
| Kameroen                       | 7    | 1   | 3   | 3   | 9   | 8   | +1   | 14/03/1984 (0-0) | 25/01/2004 (1-1)  |
| Kenia                          | 7    | 3   | 1   | 3   | 10  | 7   | +3   | 18/02/1977 (4-1) | 28/09/1997 (0-1)  |
| Libanon                        | 2    | 1   | 1   | 0   | 6   | 3   | +3   | 26/09/1974 (4-1) | 12/01/1997 (2-2)  |
| Liberia                        | 5    | 2   | 3   | 0   | 10  | 4   | +6   | 28/02/1999 (1-1) | 11/10/2008 (0-0)  |
| Libië                          | 16   | 12  | 2   | 2   | 29  | 8   | +21  | 01/11/1971 (2-1) | 07/02/2007 (2-1)  |
| Luxemburg                      | 1    | 0   | 1   | 0   | 0   | 0   | +0   | 17/11/2010 (0-0) | -                 |
| Madagaskar                     | 2    | 2   | 0   | 0   | 4   | 1   | +3   | 19/07/1965 (1-0) | 24/04/2003 (3-1)  |
| Malawi                         | 5    | 2   | 1   | 2   | 8   | 6   | +2   | 22/07/1978 (3-0) | 11/01/2010 (0-3)  |
| Mali                           | 14   | 7   | 1   | 6   | 18  | 17  | +1   | 23/07/1965 (1-2) | 14/01/2010 (1-0)  |
| Malta                          | 3    | 2   | 1   | 0   | 3   | 1   | +2   | 08/12/1971 (1-1) | 10/02/1989 (1-0)  |
| Marokko                        | 30   | 10  | 10  | 10  | 34  | 31  | +3   | 01/11/1965 (0-0) | 04/06/2011 (0-4)  |
| Mauritanië                     | 5    | 4   | 1   | 0   | 26  | 2   | +24  | 10/05/1974 (9-1) | 03/11/1995 (4-0)  |
| Mexico                         | 1    | 0   | 0   | 1   | 0   | 2   | −2   | 07/12/1985 (0-2) | -                 |
| Mozambique                     | 2    | 1   | 0   | 1   | 4   | 2   | +2   | 25/02/1986 (4-1) | 07/01/1996 (0-1)  |
| Namibië                        | 4    | 4   | 0   | 0   | 7   | 0   | +7   | 26/01/2001 (1-0) | 20/06/2003 (1-0)  |
| Niger                          | 4    | 3   | 0   | 1   | 11  | 1   | +10  | 01/05/1981 (4-0) | 14/11/2003 (6-0)  |
| Nigeria                        | 15   | 6   | 4   | 5   | 20  | 22  | −2   | 10/01/1973 (2-2) | 30/01/2010 (0-1)  |
| Noord-Ierland                  | 1    | 0   | 1   | 0   | 1   | 1   | +0   | 03/06/1986 (1-1) | -                 |
| Oeganda                        | 9    | 3   | 4   | 2   | 13  | 8   | +5   | 14/01/1968 (4-0) | 25/01/2003 (1-0)  |
| Oman                           | 2    | 2   | 0   | 0   | 2   | 0   | +2   | 26/05/1996 (1-0) | 28/05/1996 (1-0)  |
| Oostenrijk                     | 1    | 0   | 0   | 1   | 0   | 2   | −2   | 21/06/1982 (0-2) | -                 |
| Peru                           | 1    | 0   | 1   | 0   | 1   | 1   | +0   | 25/04/1982 (1-1) | -                 |
| Polen                          | 2    | 0   | 0   | 2   | 1   | 6   | −5   | 21/03/1979 (0-1) | 19/11/1980 (1-5)  |
| Qatar                          | 3    | 3   | 1   | 0   | 5   | 1   | +4   | 04/01/1972 (3-0) | 04/09/2003 (1-0)  |
| Roemenië                       | 3    | 1   | 1   | 1   | 5   | 5   | +0   | 04/02/1990 (0-0) | 08/12/2000 (2-3)  |
| Rwanda                         | 4    | 2   | 2   | 0   | 5   | 2   | +3   | 09/10/2004 (1-1) | 11/10/2009 (3-1)  |
| Saoedi-Arabië                  | 2    | 0   | 2   | 0   | 1   | 1   | +0   | 17/02/1986 (0-0) | 21/02/1986 (1-1)  |
| Senegal                        | 15   | 8   | 3   | 4   | 23  | 14  | +9   | 01/05/1977 (2-0) | 05/09/2008 (3-2)  |
| Servië                         | 1    | 0   | 0   | 1   | 0   | 3   | −3   | 03/03/2010 (0-3) | -                 |
| Sierra Leone                   | 5    | 2   | 2   | 1   | 7   | 4   | +3   | 31/05/1980 (2-2) | 09/04/1993 (0-0)  |
| Slovenië                       | 1    | 0   | 0   | 1   | 0   | 1   | −1   | 13/06/2010 (0-1) | -                 |
| Slowakije                      | 1    | 0   | 1   | 0   | 1   | 1   | +0   | 27/02/2001 (1-1) | -                 |
| Soedan                         | 5    | 2   | 2   | 1   | 5   | 4   | +1   | 12/12/1980 (2-0) | 04/06/2006 (1-0)  |
| Sovjet-Unie                    | 1    | 0   | 1   | 0   | 2   | 2   | +0   | 04/11/1964 (2-2) | -                 |
| Spanje                         | 2    | 0   | 1   | 1   | 1   | 4   | −3   | 12/06/1986 (0-3) | -                 |
| Syrië                          | 5    | 2   | 2   | 1   | 5   | 3   | +2   | 08/01/1972 (0-1) | 08/07/1988 (1-1)  |
| Tanzania                       | 6    | 3   | 2   | 1   | 10  | 7   | +3   | 08/01/1973 (4-2) | 03/09/2011 (1-1)  |
| Togo                           | 3    | 1   | 1   | 1   | 4   | 1   | +3   | 04/10/1992 (0-0) | 22/12/1997 (0-1)  |
| Tsjaad                         | 2    | 1   | 1   | 0   | 4   | 1   | +3   | 11/10/2002 (4-1) | 06/07/2003 (0-0)  |
| Tunesië                        | 41   | 17  | 12  | 12  | 45  | 37  | +8   | 15/12/1963 (0-0) | 12/11/2011 (1-0)  |
| Turkije                        | 3    | 2   | 0   | 1   | 2   | 4   | −2   | 04/10/1972 (1-0) | 28/02/1979 (1-0)  |
| Uruguay                        | 1    | 1   | 0   | 0   | 1   | 0   | +1   | 12/08/2009 (1-0) | -                 |
| Verenigde Arabische Emiraten   | 4    | 2   | 1   | 1   | 2   | 3   | 0    | 24/11/1988 (1-1) | 05/06/2010 (1-0)  |
| Verenigde Staten               | 1    | 0   | 0   | 1   | 0   | 1   | −1   | 23/06/2010 (0-1) | -                 |
| Zambia                         | 12   | 7   | 2   | 3   | 12  | 5   | +7   | 09/06/1977 (2-0) | 06/09/2009 (1-0)  |
| Zimbabwe                       | 5    | 2   | 2   | 1   | 9   | 6   | +3   | 06/01/1989 (3-0) | 19/06/2005 (2-2)  |
| Zuid-Afrika                    | 4    | 1   | 2   | 1   | 4   | 3   | +1   | 27/01/1996 (1-2) | 12/01/2013 (0-0)  |
| Zuid-Jemen                     | 2    | 2   | 0   | 0   | 19  | 2   | +17  | 10/01/1972 (4-1) | 17/08/1973 (15-1) |
| Zuid-Korea                     | 2    | 0   | 0   | 2   | 1   | 5   | −4   | 05/12/1969 (1-3) | 14/12/1985 (0-2)  |
| Zweden                         | 4    | 0   | 1   | 3   | 1   | 9   | −8   | 19/05/1975 (0-4) | 11/04/1990 (1-1)  |
| Zwitserland                    | 2    | 0   | 0   | 2   | 1   | 4   | −3   | 30/11/1983 (1-2) | 06/05/1986 (0-2)  |
| Totaal                         | 465  | 181 | 130 | 154 | 606 | 483 | +123 |                  |                   |

## Topscorers
| Naam                   | Carrière  | Goals |
| ---------------------- | --------- | ----- |
| Abdelhafid Tasfaout    | 1991–2002 | 39    |
| Rabah Madjer           | 1978–1992 | 29    |
| Lakhdar Belloumi       | 1978–1989 | 27    |
| Islam Slimani          | 2012-2018 | 27    |
| Djamel Menad           | 1982–1995 | 25    |
| El Arbi Hillel Soudani | 2011-2018 | 22    |
| Tedj Bensaoula         | 1978–1986 | 19    |
| Rafik Saïfi            | 1998–2010 | 18    |
| Riyad Mahrez           | 2014–     | 18    |
| Salah Assad            | 1978–1988 | 15    |
| Hacène Lalmas          | 1964–1974 | 14    |
| Yacine Brahimi         | 2013-2017 | 12    |
| Sofiane Feghouli       | 2012-2017 | 11    |
| Ali Meçabih            | 1995–2003 | 10    |

Bijgewerkt tot 17 november 2020

## Selecties

### Wereldkampioenschap
| Selectie van Algerije bij het Wereldkampioenschap 1982 | Selectie van Algerije bij het Wereldkampioenschap 1982 | Selectie van Algerije bij het Wereldkampioenschap 1982 | Selectie van Algerije bij het Wereldkampioenschap 1982 | Selectie van Algerije bij het Wereldkampioenschap 1982 | Selectie van Algerije bij het Wereldkampioenschap 1982 | Selectie van Algerije bij het Wereldkampioenschap 1982 | Selectie van Algerije bij het Wereldkampioenschap 1982 | Selectie van Algerije bij het Wereldkampioenschap 1982 |
| №                                                      | Naam                                                   | Wed.                                                   | Dlpnt.                                                 | Club                                                   |                                                        |                                                        |                                                        |                                                        |
| ------------------------------------------------------ | ------------------------------------------------------ | ------------------------------------------------------ | ------------------------------------------------------ | ------------------------------------------------------ | ------------------------------------------------------ | ------------------------------------------------------ | ------------------------------------------------------ | ------------------------------------------------------ |
| Doel                                                   |                                                        |                                                        |                                                        |                                                        |                                                        |                                                        |                                                        |                                                        |
| 1                                                      | Mahdi Cerbah                                           |                                                        |                                                        | RC Kouba                                               |                                                        |                                                        |                                                        |                                                        |
| 21                                                     | Mourad Amara                                           |                                                        |                                                        | JSM Béjaïa                                             |                                                        |                                                        |                                                        |                                                        |
| 22                                                     | Yacine Bentaala                                        |                                                        |                                                        | NA Hussein Dey                                         |                                                        |                                                        |                                                        |                                                        |
| Verdediging                                            |                                                        |                                                        |                                                        |                                                        |                                                        |                                                        |                                                        |                                                        |
| 2                                                      | Mahmoud Guendouz                                       |                                                        |                                                        | NA Hussein Dey                                         |                                                        |                                                        |                                                        |                                                        |
| 3                                                      | Mustapha Kouici                                        |                                                        |                                                        | CM Belcourt                                            |                                                        |                                                        |                                                        |                                                        |
| 4                                                      | Nouredine Kourichi                                     |                                                        |                                                        | Girondins Bordeaux                                     |                                                        |                                                        |                                                        |                                                        |
| 5                                                      | Chabawe Merzekane                                      |                                                        |                                                        | NA Hussein Dey                                         |                                                        |                                                        |                                                        |                                                        |
| 16                                                     | Faouzi Mansouri                                        |                                                        |                                                        | Montpellier La Paillade                                |                                                        |                                                        |                                                        |                                                        |
| 17                                                     | Abdelkader Horr                                        |                                                        |                                                        | DNC Algier                                             |                                                        |                                                        |                                                        |                                                        |
| Middenveld                                             |                                                        |                                                        |                                                        |                                                        |                                                        |                                                        |                                                        |                                                        |
| 6                                                      | Ali Bencheikh                                          |                                                        |                                                        | MC Alger                                               |                                                        |                                                        |                                                        |                                                        |
| 8                                                      | Ali Fergani                                            |                                                        |                                                        | JSM Béjaïa                                             |                                                        |                                                        |                                                        |                                                        |
| 10                                                     | Lakhdar Belloumi                                       |                                                        |                                                        | GCR Mascara                                            |                                                        |                                                        |                                                        |                                                        |
| 15                                                     | Mustapha Dahleb                                        |                                                        |                                                        | Paris Saint-Germain                                    |                                                        |                                                        |                                                        |                                                        |
| 18                                                     | Karim Maroc                                            |                                                        |                                                        | Tours FC                                               |                                                        |                                                        |                                                        |                                                        |
| Aanval                                                 |                                                        |                                                        |                                                        |                                                        |                                                        |                                                        |                                                        |                                                        |
| 7                                                      | Salah Assad                                            |                                                        |                                                        | RC Kouba                                               |                                                        |                                                        |                                                        |                                                        |
| 9                                                      | Tedj Bensaoula                                         |                                                        |                                                        | MP Oranais                                             |                                                        |                                                        |                                                        |                                                        |
| 11                                                     | Rabah Madjer                                           |                                                        |                                                        | NA Hussein Dey                                         |                                                        |                                                        |                                                        |                                                        |
| 12                                                     | Salah Larbes                                           |                                                        |                                                        | JSM Béjaïa                                             |                                                        |                                                        |                                                        |                                                        |
| 13                                                     | Hocine Yahi                                            |                                                        |                                                        | CR Belouizdad                                          |                                                        |                                                        |                                                        |                                                        |
| 14                                                     | Djamel Zidane                                          |                                                        |                                                        | KV Kortrijk                                            |                                                        |                                                        |                                                        |                                                        |
| 19                                                     | Djamel Tlemçani                                        |                                                        |                                                        | Stade Reims                                            |                                                        |                                                        |                                                        |                                                        |
| 20                                                     | Abdelmajid Bourebbou                                   |                                                        |                                                        | Stade Lavallois                                        |                                                        |                                                        |                                                        |                                                        |
| Bondscoach: Rachid Mekhloufi                           |                                                        |                                                        |                                                        |                                                        |                                                        |                                                        |                                                        |                                                        |

| Selectie van Algerije bij het Wereldkampioenschap 2014 | Selectie van Algerije bij het Wereldkampioenschap 2014 | Selectie van Algerije bij het Wereldkampioenschap 2014 | Selectie van Algerije bij het Wereldkampioenschap 2014 | Selectie van Algerije bij het Wereldkampioenschap 2014 | Selectie van Algerije bij het Wereldkampioenschap 2014 | Selectie van Algerije bij het Wereldkampioenschap 2014 | Selectie van Algerije bij het Wereldkampioenschap 2014 | Selectie van Algerije bij het Wereldkampioenschap 2014 |
| №                                                      | Naam                                                   | Wed.                                                   | Dlpnt.                                                 | Club                                                   |                                                        |                                                        |                                                        |                                                        |
| ------------------------------------------------------ | ------------------------------------------------------ | ------------------------------------------------------ | ------------------------------------------------------ | ------------------------------------------------------ | ------------------------------------------------------ | ------------------------------------------------------ | ------------------------------------------------------ | ------------------------------------------------------ |
| Doel                                                   |                                                        |                                                        |                                                        |                                                        |                                                        |                                                        |                                                        |                                                        |
| 1                                                      | Cédric Si Mohamed                                      |                                                        |                                                        | CS Constantine                                         |                                                        |                                                        |                                                        |                                                        |
| 16                                                     | Mohamed Zemmamouche                                    |                                                        |                                                        | USM Alger                                              |                                                        |                                                        |                                                        |                                                        |
| 23                                                     | Raïs M'Bolhi                                           |                                                        |                                                        | CSKA Sofia                                             |                                                        |                                                        |                                                        |                                                        |
| Verdediging                                            |                                                        |                                                        |                                                        |                                                        |                                                        |                                                        |                                                        |                                                        |
| 2                                                      | Madjid Bougherra                                       |                                                        |                                                        | Lekhwiya SC                                            |                                                        |                                                        |                                                        |                                                        |
| 3                                                      | Faouzi Ghoulam                                         |                                                        |                                                        | SSC Napoli                                             |                                                        |                                                        |                                                        |                                                        |
| 4                                                      | Essaïd Belkalem                                        |                                                        |                                                        | Watford                                                |                                                        |                                                        |                                                        |                                                        |
| 5                                                      | Rafik Halliche                                         |                                                        |                                                        | Académica Coimbra                                      |                                                        |                                                        |                                                        |                                                        |
| 12                                                     | Carl Medjani                                           |                                                        |                                                        | Valenciennes                                           |                                                        |                                                        |                                                        |                                                        |
| 17                                                     | Liassine Cadamuro                                      |                                                        |                                                        | RCD Mallorca                                           |                                                        |                                                        |                                                        |                                                        |
| 20                                                     | Aïssa Mandi                                            |                                                        |                                                        | Stade Reims                                            |                                                        |                                                        |                                                        |                                                        |
| Middenveld                                             |                                                        |                                                        |                                                        |                                                        |                                                        |                                                        |                                                        |                                                        |
| 6                                                      | Djamel Mesbah                                          |                                                        |                                                        | AS Livorno                                             |                                                        |                                                        |                                                        |                                                        |
| 7                                                      | Hassan Yebda                                           |                                                        |                                                        | Udinese Calcio                                         |                                                        |                                                        |                                                        |                                                        |
| 8                                                      | Medhi Lacen                                            |                                                        |                                                        | Getafe CF                                              |                                                        |                                                        |                                                        |                                                        |
| 10                                                     | Sofiane Féghouli                                       |                                                        |                                                        | Valencia CF                                            |                                                        |                                                        |                                                        |                                                        |
| 11                                                     | Yacine Brahimi                                         |                                                        |                                                        | Granada CF                                             |                                                        |                                                        |                                                        |                                                        |
| 14                                                     | Nabil Bentaleb                                         |                                                        |                                                        | Tottenham Hotspur                                      |                                                        |                                                        |                                                        |                                                        |
| 19                                                     | Saphir Taïder                                          |                                                        |                                                        | Internazionale                                         |                                                        |                                                        |                                                        |                                                        |
| 22                                                     | Mehdi Mostefa                                          |                                                        |                                                        | AC Ajaccio                                             |                                                        |                                                        |                                                        |                                                        |
| Aanval                                                 |                                                        |                                                        |                                                        |                                                        |                                                        |                                                        |                                                        |                                                        |
| 9                                                      | Nabil Ghilas                                           |                                                        |                                                        | FC Porto                                               |                                                        |                                                        |                                                        |                                                        |
| 13                                                     | Islam Slimani                                          |                                                        |                                                        | Sporting CP                                            |                                                        |                                                        |                                                        |                                                        |
| 15                                                     | El Arbi Soudani                                        |                                                        |                                                        | Dinamo Zagreb                                          |                                                        |                                                        |                                                        |                                                        |
| 18                                                     | Abdelmoumene Djabou                                    |                                                        |                                                        | Club Africain                                          |                                                        |                                                        |                                                        |                                                        |
| 21                                                     | Riyad Mahrez                                           |                                                        |                                                        | Leicester City                                         |                                                        |                                                        |                                                        |                                                        |
| Bondscoach: Vahid Halilhodžić                          |                                                        |                                                        |                                                        |                                                        |                                                        |                                                        |                                                        |                                                        |

## Galerij

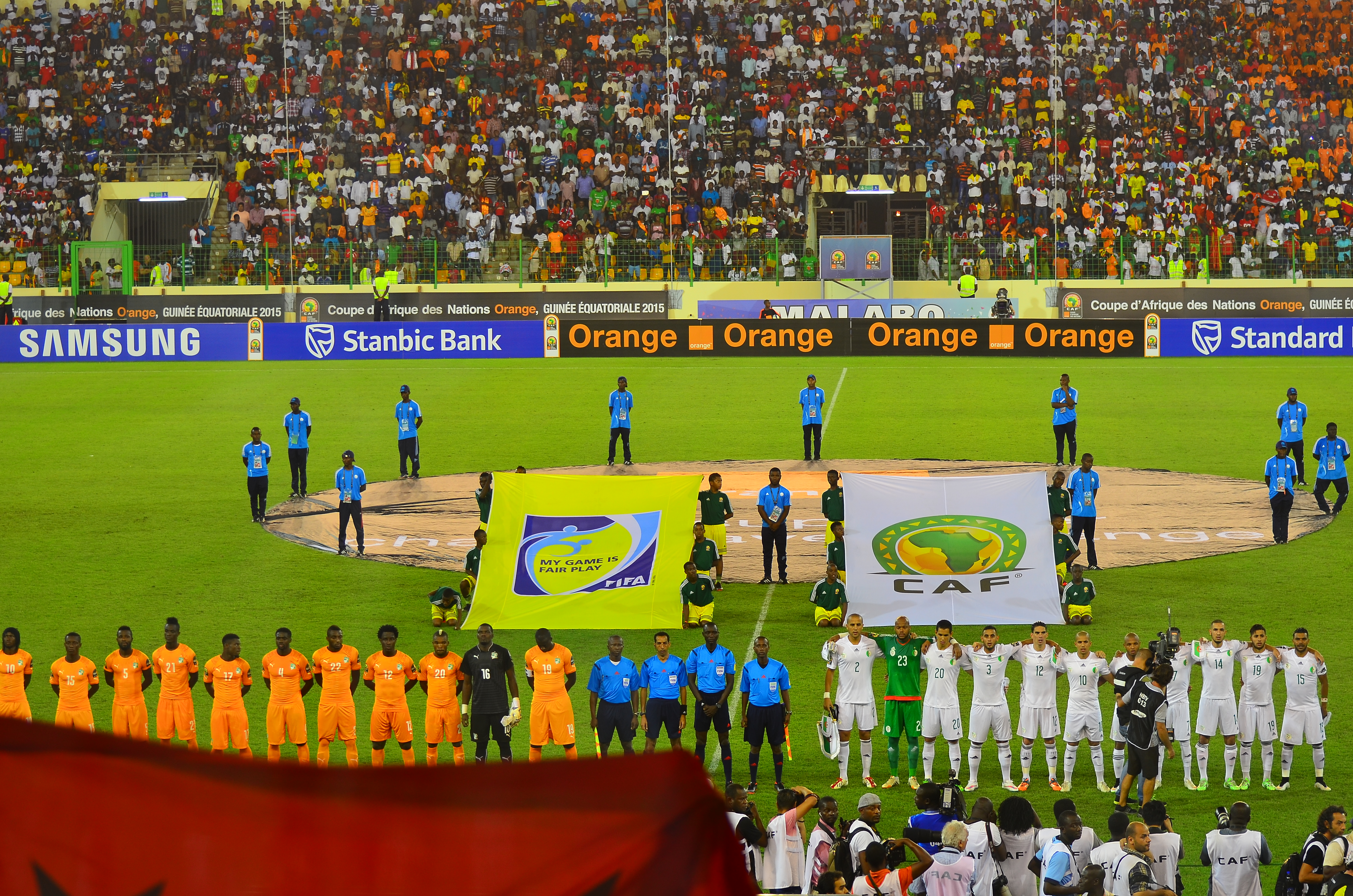
Afrika Cup 2015 – tegen Ivoorkust (kwartfinale)
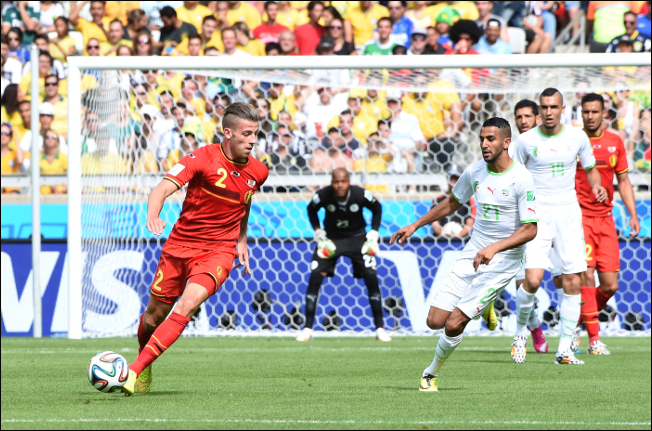
WK voetbal 2014 – Tegen België (groepsfase)
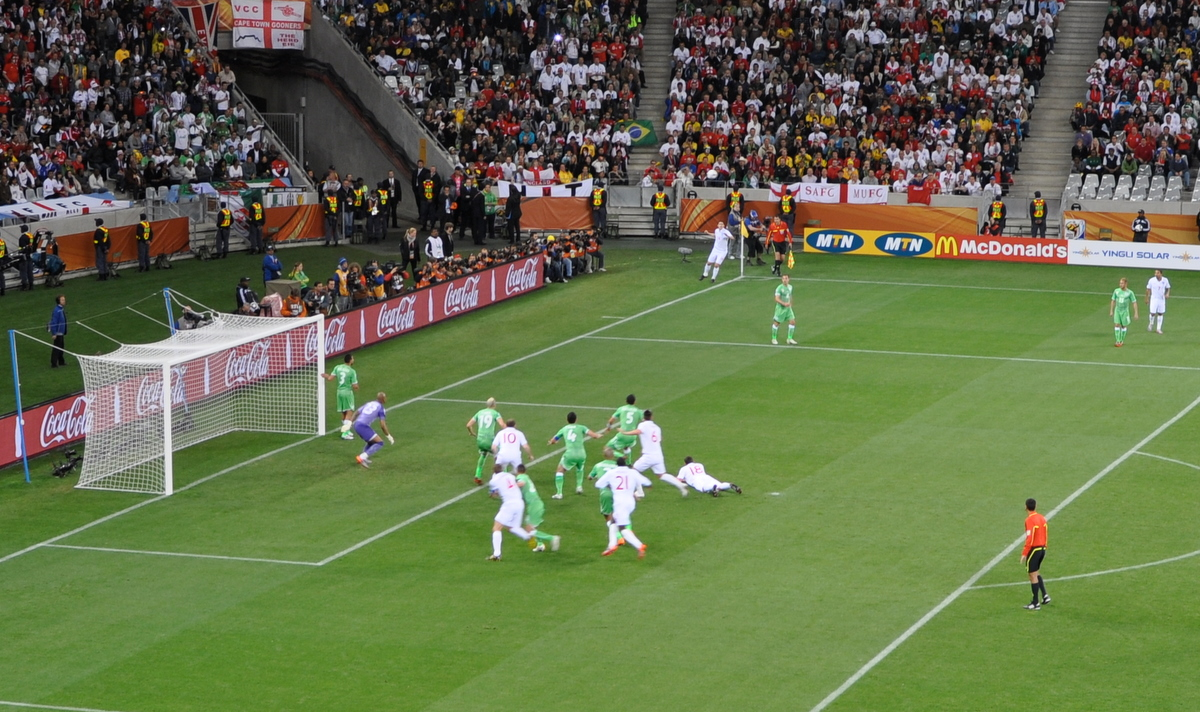
WK voetbal 2010 – Tegen Engeland (groepsfase)
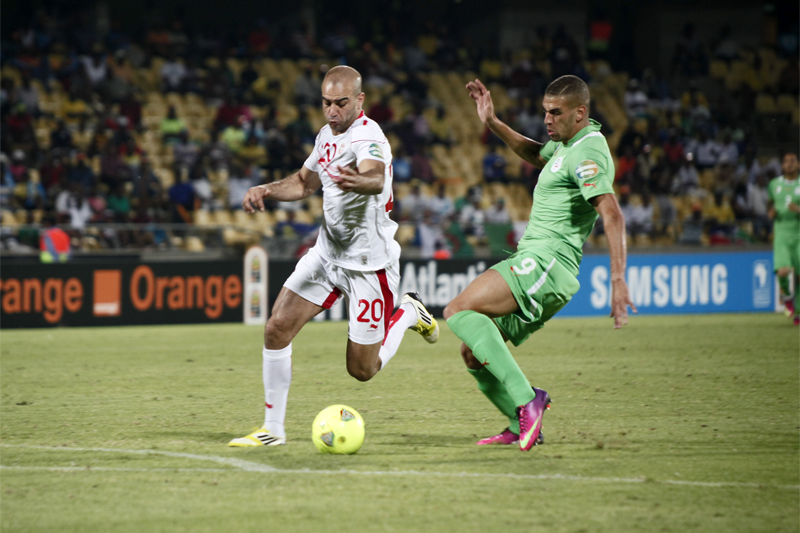
Afrika Cup 2013 – Tegen Tunesië (groepsfase)
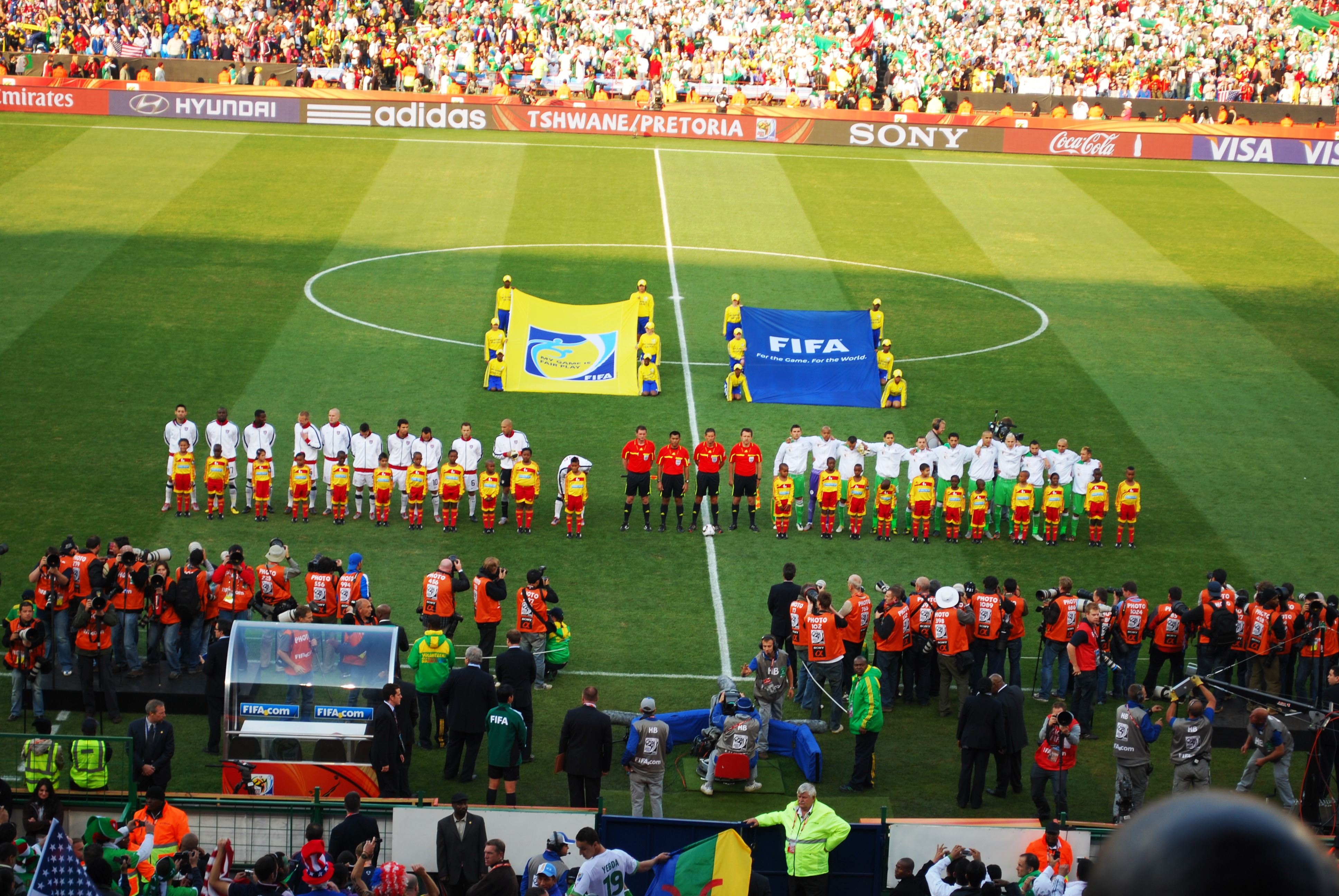
WK voetbal 2010 – Verenigde Staten (groepsfase)
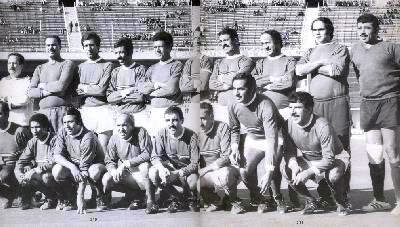
Team – 1974

FAF · A-internationals · Bondscoaches · Statistieken · Selecties · Algerijns vrouwenelftal · Olympisch elftal · Algerije U21 · Algerije U20 · Algerije U19 · Algerije U18 · Algerije U17
1957 – 1969 · 
1970 – 1979 · 
1980 – 1989 · 
1990 – 1999 · 
2000 – 2009 · 
2010 – 2019 ·
2020 − 2029
WK 1982 · 
WK 1986 · 
WK 2010 · 
WK 2014
OS 1980 · 
OS 2016
1957 · 
1958 · 
1959 ·
1960 · 
1961 · 
1962 · 
1963 · 
1964 · 
1965 · 
1966 · 
1967 · 
1968 · 
1969 ·
1970 · 
1971 · 
1972 · 
1973 · 
1974 · 
1975 · 
1976 · 
1977 · 
1978 · 
1979 ·
1980 · 
1981 · 
1982 · 
1983 · 
1984 · 
1985 · 
1986 · 
1987 · 
1988 · 
1989 · 
1990 · 
1991 · 
1992 · 
1993 · 
1994 · 
1995 · 
1996 · 
1997 · 
1998 · 
1999 · 
2000 · 
2001 · 
2002 · 
2003 · 
2004 · 
2005 · 
2006 · 
2007 · 
2008 · 
2009 · 
2010 · 
2011 ·
2012 ·
2013 ·
2014 ·
2015 ·
2016 ·
2017 ·
2018 ·
2019 ·
2020 ·
2021 ·
2022 ·
2023 ·
2024
Albanië ·
Angola ·
Argentinië ·
Armenië ·
Bahrein ·
Bangladesh ·
België ·
Benin ·
Bolivia ·
Bosnië en Herzegovina ·
Botswana ·
Brazilië ·
Bulgarije ·
Burkina Faso ·
Burundi ·
Centraal-Afrikaanse Republiek ·
Chili ·
China ·
Colombia ·
Congo-Brazzaville ·
Congo-Kinshasa ·
Cuba ·
Denemarken ·
Djibouti ·
DDR ·
Duitsland ·
Egypte ·
Engeland ·
Equatoriaal-Guinea ·
Ethiopië ·
Finland ·
Frankrijk ·
Gabon ·
Gambia ·
Ghana ·
Guinee ·
Guinee-Bissau ·
Hongarije ·
Ierland ·
Irak ·
Iran ·
Italië ·
Ivoorkust ·
Joegoslavië ·
Jordanië ·
Kaapverdië ·
Kameroen ·
Kenia ·
Koeweit ·
Lesotho ·
Libanon ·
Liberia ·
Libië ·
Luxemburg ·
Madagaskar ·
Malawi ·
Maleisië ·
Mali ·
Malta ·
Marokko ·
Mauritanië ·
Mexico ·
Mozambique ·
Namibië ·
Nepal ·
Niger ·
Nigeria ·
Noord-Ierland ·
Oeganda ·
Oman ·
Oostenrijk ·
Peru ·
Polen ·
Portugal ·
Qatar ·
Roemenië ·
Rusland ·
Rwanda ·
Saoedi-Arabië ·
Senegal ·
Servië ·
Seychellen ·
Sierra Leone ·
Slovenië ·
Slowakije ·
Soedan ·
Somalië ·
Sovjet-Unie ·
Spanje ·
Syrië ·
Tanzania ·
Togo ·
Tsjaad ·
Tunesië ·
Turkije ·
Uruguay ·
Verenigde Arabische Emiraten ·
Verenigde Staten ·
Zambia ·
Zimbabwe ·
Zuid-Afrika ·
Zuid-Jemen ·
Zuid-Korea ·
Zweden ·
Zwitserland
België (2014) · 
Chili (1982) · 
Duitsland (2014) · 
Engeland (2010) · 
Oostenrijk (1982) ·
Rusland (2014) ·
Senegal (2019, 2) ·
Slovenië (2010) · 
Verenigde Staten (2010) ·
West-Duitsland (1982) · 
Zuid-Korea (2014)